# La Patria (1874)
La Patria fu un quotidiano di Bologna.
Fu fondato nel 1874 da Olindo Guerrini ed ebbe per direttore il poeta E. Sacerdoti, che firmava i suoi articoli sotto lo pseudonimo di Mercutio.
Il giornale avrà un ruolo importante nella creazione di alleanze tra liberali progressisti e democratici a inizio anni 1880.
Nel gennaio 1888, La Patria confluì nel Resto del Carlino.